# Khaled Hattab
Pour les articles homonymes, voir Hattab.
Khaled Hattab, né le 4 octobre 1989 à Aïn M'lila (Algérie), est un footballeur algérien évoluant au poste de milieu offensif.

## Carrière

### En club

#### Jeunes catégories
- 2001-2003 :  CA Batna
- 2003-2004 :  AS Nancy-Lorraine
- 2004-2005 :  SA Épinal
- 2005-2006 :  CA Batna

#### Seniors
- 2006-2007 :  CA Batna
- 2007-? :  Olympique de Marseille
- 000?-2019 :  US Guérinière
- 2019- :  JS Douvres

### En sélection
- Algérie -16 ans et -17 ans : 18 sélections, 7 buts.